# Margarita Salvans Puigbò
Margarita Salvans Puigbò (Berga, 1979) és una executiva catalana, directora financera de Mango i membre del seu comitè de direcció des del 2020. Llicenciada en Administració i Direcció d’Empreses per la Universitat Pompeu Fabra i MBA per l’IESE, va iniciar la seva carrera a Boston Consulting Group i posteriorment va treballar a Caixa Catalunya (2008–2019), ocupant diversos càrrecs en el context de la fusió i sol·licitud d’ajuda a la UE. Es va incorporar a Mango el 2013, on ha exercit responsabilitats en Aprovisionament de Botigues, Control Intern i Control de Gestió, donant suport a la transformació de l’empresa. El 2024, va ser nomenada consellera independent del Banc Sabadell, en substitució de Laura González Molero. El seu nomenament es va emmarcar en la renovació del consell d'administració de l'entitat financera, amb una composició del 40% de dones, en línia amb les recomanacions del Codi de Bon Govern de les Societats Cotitzades.
El 2025 fou inclosa a la llista Forbes de les «100 dones més influents de Catalunya».